# 新镇街道
新镇街道，是中华人民共和国北京市房山區下辖的一个乡镇级行政单位，辖区范围为中国原子能科学研究院的生产区和生活区。

## 行政区划
新镇街道下辖以下地区：
东平街社区和原新街社区。